# Remonstrantenkirche Friedrichstadt

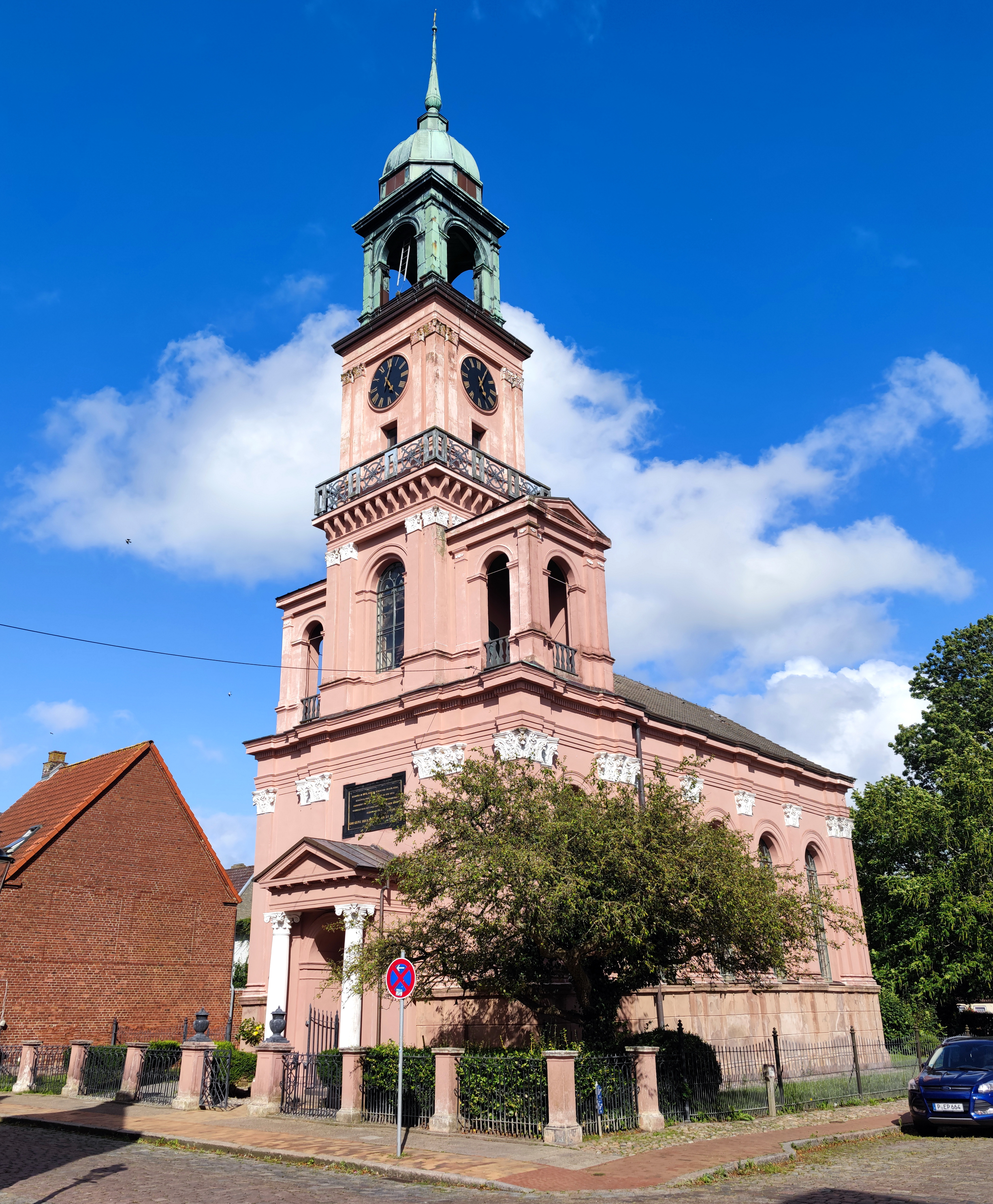
Remonstrantenkirche Friedrichstadt, Außenansicht

Die Remonstrantenkirche ist eine Kirche in Friedrichstadt im Kreis Nordfriesland. Neben der evangelisch-lutherischen St.-Christophorus-Kirche ist sie einer der beiden großen Sakralbauten der Stadt und die einzige remonstrantische Kirche im deutschen Sprachraum. Der in der Prinzessstraße 29 gelegene Bau mit angeschlossenem Friedhof und Gemeindehaus auf der gegenüberliegenden Straßenseite wird seit ihrer Entstehung regelmäßig von der remonstrantischen Gemeinde benutzt. Prediger aus den Niederlanden halten regelmäßig Gottesdienste auf Niederländisch.
Das Gotteshaus steht unter Denkmalschutz.

## Geschichte
Als Friedrich III. von Schleswig-Gottorf 1620 für die Gründung einer neuen Handelsstadt Oktroy erließ, die den Neusiedlern neben Land und Steuerprivilegien auch Religionsfreiheit versprach, folgten auch niederländischen Remonstranten der Einladung. Deren Gottesdienste waren in ihrer Heimat erst im Jahr zuvor durch die Synode von Dordrecht verboten worden.
Im Jahr 1622 wurde hier Konrad von der Vorst begraben. 1625 konnte die erste Kirche eingeweiht werden. Auf dem Friedhof stehen noch immer Grabsteine der ersten Generation der Einwanderer.
Als sich 1675 die ersten Juden in Friedrichstadt niederließen, gestattete die remonstrantische Gemeinde ihnen die Mitbenutzung der Kirche, da sie noch nicht über eine eigene Synagoge verfügten. Sie konnten sich dort auch ein eigenes rituelles Bad einrichten, das inzwischen nicht mehr erhalten ist (Stand Ende 20. Jahrhundert).
Der ursprünglich dreischiffige, auf das Jahr 1624 zurückgehende Kirchenbau wurde während der Schleswig-Holsteinischen Erhebung 1850 zerstört. Der Wiederaufbau in den Jahren 1850 bis 1854 setzte ein neues einheitliches und stilistisch geschlossenes Design durch; Friedrichstadt zählte 1863 60 Mennoniten, 80 Katholiken, 100 Remonstranten und 250 Juden. Weitere 1900 lutherische Protestanten wurden 1800 statistisch erfasst.
Das Gebäude brannte 1850 ab und wurde 1852–1854 als kleinere Saalkirche aus Ziegeln wieder aufgebaut. Die Pläne lieferten die Architekten Mensinga und F. Holm, die auch die Bauleitung innehatten.
Die Kirche wurde zu Beginn des 21. Jahrhunderts aufwändig restauriert.

## Architektur

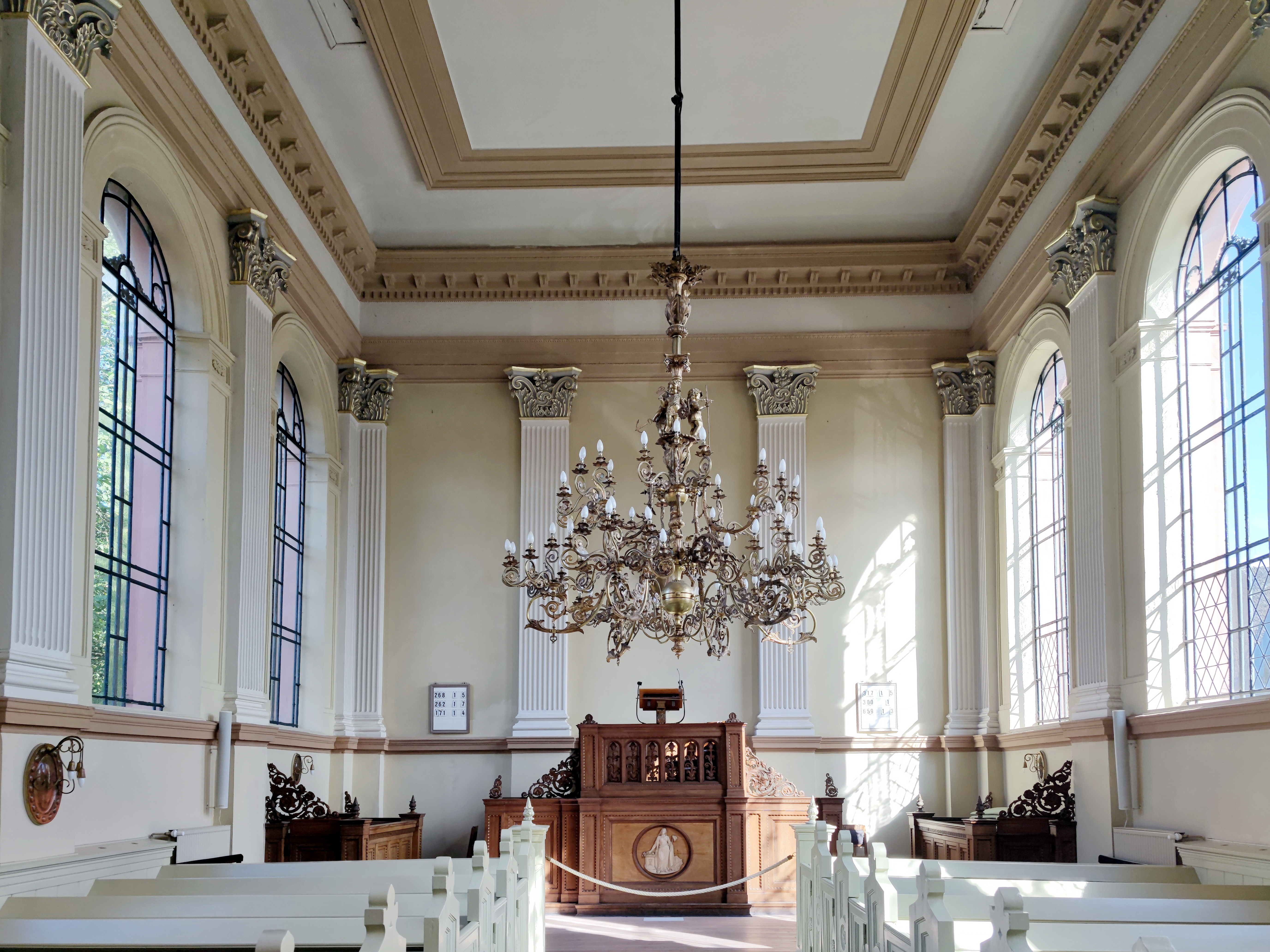
Innenansicht

Das Design des 1854 eingeweihten heutigen einschiffigen Saalbaus geht auf den Schleswiger Königlichen Bauinspektor Johann Friedrich Holm und den damaligen Pastor Johannes Aletta Marinus Mensinga zurück und orientiert sich epigonal am Klassizismus des 18. Jahrhunderts. Äußerlich erinnert die Kirche an Bauten der Niederlande und folgt dem Stil des Historismus. Das Interieur folgt Vorgaben des remonstrantischen Bekenntnisses und ist sparsam mit Schmuck und dezent in der Farbgebung gehalten. Eine Flachdecke schließt den Gottesdienstraum ab. Große unbunte Rundbogenfenster und korinthische Pilaster gliedern die Wände.

## Ausstattung

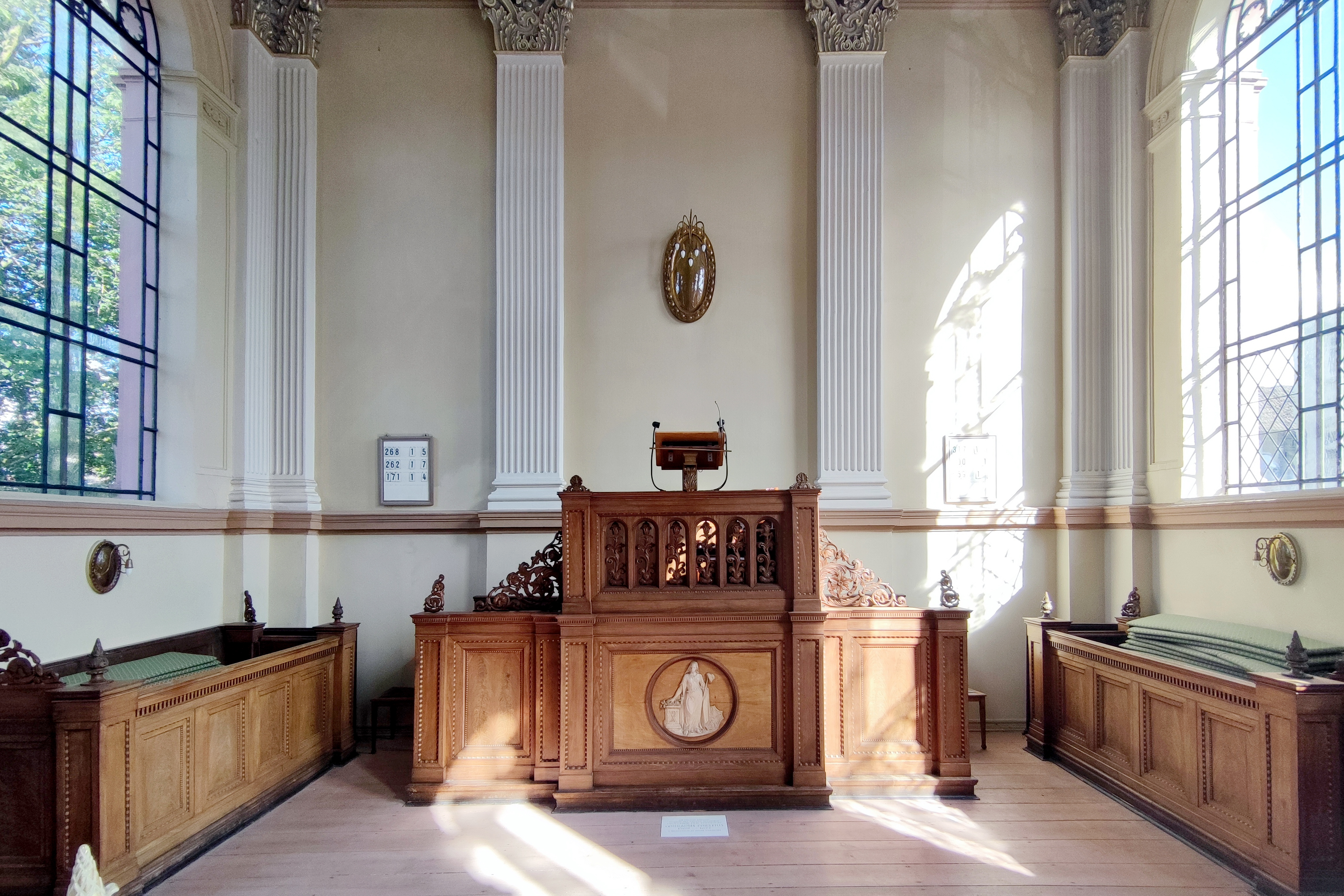
Altarraum

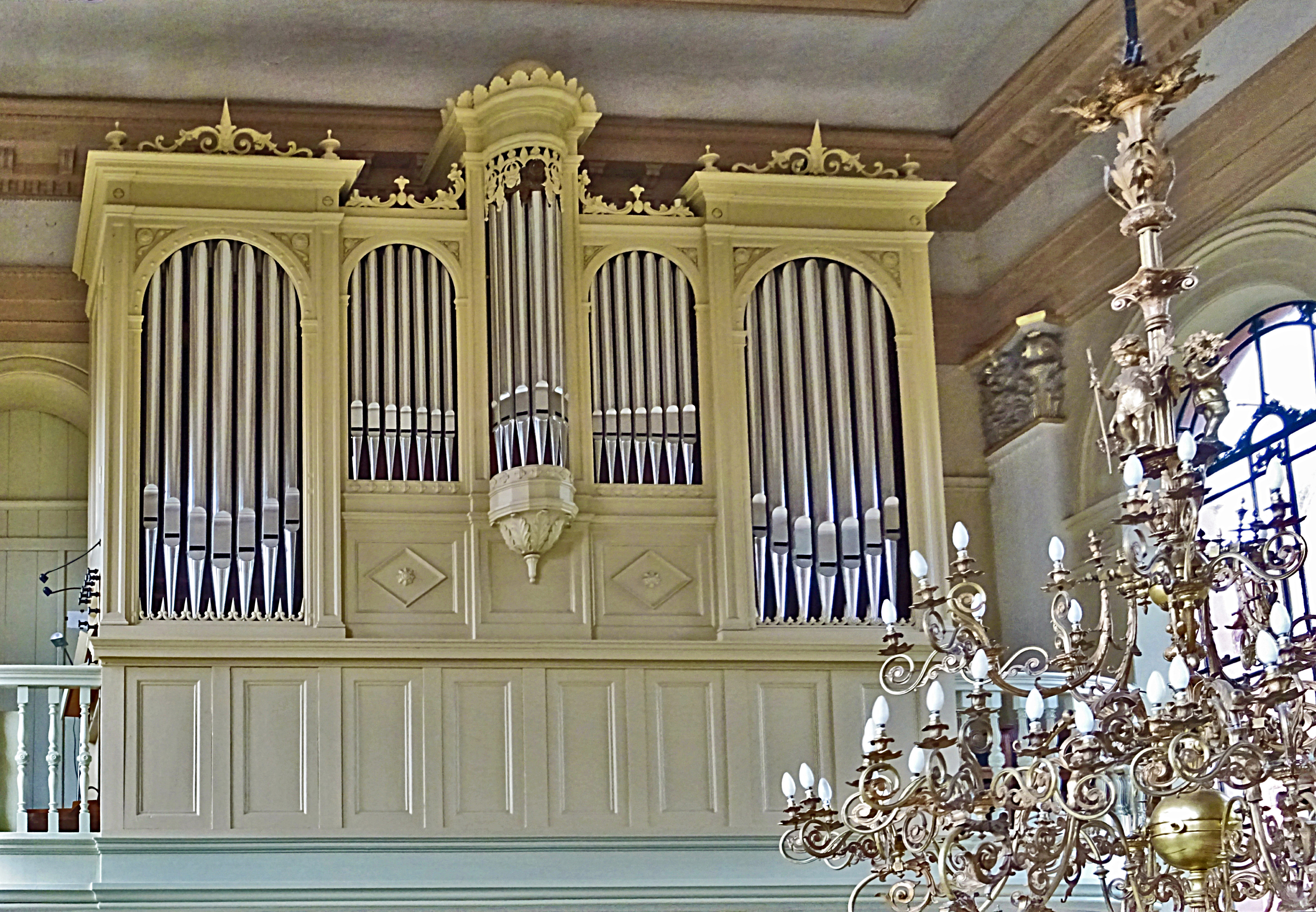
Färber-Orgel

Die Kirche kommt entsprechend den o. g. liturgischen Empfehlungen der Remonstranten ohne Altar und ohne großes Kreuz aus. Eine erhöhte Mittelkanzel ist zentral auf die Gemeinde ausgerichtet. Auf der Empore über dem Eingangsbereich ist eine Orgel installiert, die 1869 vom Orgelbauer Johann Färber gefertigt worden ist. Im Jahr 2011 erfolgte eine umfassende Restaurierung durch den Orgelbau Jehmlich.
 Orgel-Disposition :
| I. Manual C–f3 |           |       |
| 1.             | Bordun    | 16′   |
| 2.             | Principal | 08′   |
| 3.             | Rohrflöte | 08′   |
| 4.             | Octave    | 04′   |
| 5.             | Rohrflöte | 04′   |
| 6.             | Cornett   | I-III |

| II. MANUAL C–f3 |                  |    |
| 07.             | Viola di Gamba   | 8′ |
| 08.             | Quintatön        | 8′ |
| 09.             | Lieblichgedackt  | 8′ |
| 10.             | Viola d´Amour    | 4′ |
| 11.             | Gedacktflöte     | 4′ |
| 12.             | Flûte harmonique | 4′ |

| PEDAL C–d1 |           |     |
| 13.        | Subbass   | 16′ |
| 14.        | Principal | 08′ |
| 15.        | Octave    | 04′ |

KOPPELN UND SPIELHILFEN: 
Pedalkoppel I/P; Manualkoppel II/I; Sperrventil HW; Sperrventil OW;  Sperrventil Pedal; Calcantenzug